# 厄佩口孵非鯽
厄佩口孵非鯽，為輻鰭魚綱鱸形目隆頭魚亞目慈鯛科的其中一種，分布於非洲剛果河中上游流域，體長可達27公分，棲息在中底層水域，以藻類、植物為食，生活習性不明。